# المسالك والممالك (البكري)
المسالك والممالك، كتاب من تأليف أبو عبيد البكري،  كتاب تاريخي مهم جامع لعدد كبير من الكتب المؤلفة في السابق في هذا المجال. يناقش هذا الكتاب البلدان والممالك اعتمادا على المصادر المؤلفة قبله، فتناول عادات الشعوب وذكر العديد من القصص التاريخية ونبّه على الغرائب والعجائب، رافضاً منها ما يتعارض مع المنطق. وقد بدأ البكري كتابه بمقدمة تاريخية.

## كتب مشابهة في الاسم
هناك عدة كتب تحمل نفس عنوان هذا الكتاب، وكلها قواميس تاريخية وجغرافية، منها:
- المسالك والممالك لابن خرداذبه.

- مسالك الممالك هو لأبي اسحق إبراهيم الإصطخري، المعروف بالكرخي.

- المسالك والممالك لأبي القاسم بن حوقل.